# فدراسیون اسکیت ایران
فدراسیون اسکیت ایران یک سازمان مردم‌نهاد در ایران است؛ که امور مربوط به رشته‌های اسكيت و زير مجموعه هاى آن، از جمله : اسكيت سرعت(تایم تریال، تیم تایم تریال، الیمینیشن، استقامت) ، اسكيت برد، اسكيت نمايشى، اسكيت فرى استايل(کلاسیک، بتل، پیر، اسپید اسلالوم، جامپ، اسلاید)، اسکیت هنرى(رشته آزاد، رشته رقص، رشته اجرای هماهنگ، رشته کر، رشته کوارتر(4 نفره) و اسکیت رولبال، اسکیت فری استایل، اسكيت رولر دانهیل
رشته رولر دربی، اسكوتر، اسكيت نمايشى، اسكيت رولر آلپاين(اسلالوم، پارالل اسلالوم، کامباین (ترکیبی)، مسابقات تیمی) اسكيت كراس، اسکیت اگرسیو یا اسکیت تهاجمی یا بدلکاری، اسکیت فوتینز و رولر ساکر، اسكيت هاكى(رشته رینک هاکی
و اینلاین هاکی) اشاره نمود.
فدراسیون اسکیت ایران در سال ۱۳۸۴ خورشیدی تأسیس شده‌است. همچنین در همان سال به عضویت فدراسیون جهانی اسکیت  (FIRS) درآمد.
این فدراسیون در رشته اسکیت سرعت توانست به عناوین مختلف قهرمانی آسیا در سال های مختلف دست پیدا کند و برای اولین بار در تاریخ این رشته به فینال مسابقات جهانی در سال ۲۰۱۱ توسط حسین منشیدی راه پیدا کرد 
اسکیت ورزشی است آمیخته از هنر و مهارت فردی، این رشته با دارا بودن زیر شاخه‌های مختلف و تنوع حرکتی بسیار، دارای محبوبیت خاصی در بین جوانان است و هر روز بر مخاطبین این رشته مفرح افزوده می‌شود.

## تاریخچه اسکیت ایران
بین سال های ۱۳۶۹–۱۳۶۸ اولین پیست اسکیت ایران به نام پیست شهید چمران در تهران افتتاح شد و یا توجه به این که اسکیت، ورزشی پر نشاط و پر تحرک است و با مساعدت دست اندرکاران و مسئولین محترم دومین پیست اسکیت نیز بین سال های ۱۳۷۰–۱۳۶۹ در پارک ملت تهران افتتاح شد.این پیست چون در یک محیطی عمومی بود اسکیت جای قابل توجهی در میان جوانان پیدا کرد و پیست های زیادی در سراسر کشور آغاز به کار کردند و به این ترتیب در طول چند سال اسکیت در ایران جای خود را پیدا کرد.
اسکیت هاکی از سال ۱۳۷۴ در پارک ملت شروع به کار کرد و به این ترتیب همگام با افزایش اعضا مجمع اسکیت هم همانند دیگر هیئتهای ورزشی به برگزار کردن مسابقه های اسکیت در رشته های مختلف کردند تا این که بعد از اجرای چندین مسابقه قهرمانی کشور در سنین مختلف بالاخره در سال ۱۳۸۰ با زحمات فراوان مسئولین انجمن اسکیت،اولین تیم ملی اسکیت ایران در باشگاه انقلاب تشکیل یافت و برای نخستین بار اولین تیم اسکیت ما به مسابقات آسیایی ۲۰۰۱ تایوان راه یافت.
در ۲۰ سال گذشته اسکیت به عنوان یک ورزش خارجی محسوب می شد ولی در شهریور ماه سال ۱۳۸۴ کارشناسان وقت سازمان تربیت بدنی به این نتیجه رسیدند که اسکیت را باید در قالب یک فدراسیون اداره کرد. این اتفاق در زمان مهندس مهر علیزاده ( رییس اسبق سازمان تربیت بدنی) محقق شد و جمشید وزیری به عنوان اولین رئیس فدراسیون جمهوری اسلامی ایران انتخاب گردید. 

## رشته‌های اسکیت در ایران
زیر شاخه‌های اسکیت که در کشورمان فعال می‌باشد، عبارتند از:
- اسکیت سرعت که هم بر روی کف پوش‌های متنوع و هم بر روی یخ برگزار می‌شود
- اسکیت هاکی که هم بر روی کف پوش‌های متنوع و هم بر روی یخ برگزار می‌شود
- اسکیت هنری که هم بر روی کف پوش‌های متنوع و هم بر روی یخ برگزار می‌شود
- اسکیت بورد و اگرسیو
- اسکیت فری استایل
- رول بال
- بود بال

## رؤسای فدراسیون اسکیت
- فهرست رؤسای فدراسیون اسکیت ایران از ابتدا تاکنون

| دوره | نام            | سال خدمت | سمت    |
| ---- | -------------- | -------- | ------ |
| ۱    | جمشید وزیری    | ۱۳۸۴     | رئیس   |
| ۲    | حلیم شرعی      | ۱۳۸۹     | سرپرست |
| ۳    | فریبا محمدیان  | ۱۳۹۲     | رئیس   |
| ۴    | زهرا موسوی     | ۱۳۹۵     | سرپرست |
| ۵    | بهمن محمدرضایی | ۱۳۹۶     | رئیس   |
| ۶    | مجید هنرجو     | ۱۴۰۰     | رئیس   |

## مسابقات برگزارشده
- لیگ برتر اسکیت سرعت در بخش آقایان و بانوان
- لیگ دسته یک اسکیت سرعت در بخش آقایان و بانوان
- لیگ برتر اینلاین هاکی در بخش آقایان
- لیگ برتر اینلاین هاکی در بخش بانوان یادواره  پرمون نطقی[۴]
- لیگ دسته یک این لاین هاکی در بخش آقایان
- مسابقات قهرمانی کشور اسکیت سرعت در بخش آقایان و بانوان
- مسابقات دستجات آزاد اسکیت سرعت در بخش بانوان و آقایان
- مسابقات قهرمانی کشور این لاین هاکی در بخش آقایان و بانوان
- مسابقات دستجات آزاد اینلاین هاکی در بخش آقایان
- مسابقات جشنواره نونهالان ۱۳۹۲-۱۳۹۳-۱۳۹۴
- مسابقات قهرمانی کشور فری استایل در بخش آقایان و بانوان
- مسابقات لیگ فری استایل ۱۳۹۵ در بخش آقایان و بانوان
- مسابقات بین‌المللی مارشال کاپ فری استایل ۱۳۹۵
- مسابقات قهرمانی کشور رول بال در بخش آقایان
- مسابقات دستجات آزاد رول بال در بخش آقایان و بانوان
- مسابقات قهرمانی کشور این لاین استانت و برد در بخش آقایان
- مسابقات قهرمانی کشور اسکیت هنری

## تیم‌های ملی اسکیت (اینلاین)
- تیم ملی اسکیت سرعت
- تیم ملی اینلاین هاکی بانوان
- تیم ملی اینلاین هاکی آقایان
- تیم ملی اسکیت فری استایل
- تیم ملی اسکیت رول بال
- تیم ملی اینلاین استانت و برد
- تیم ملی اسکیت هنری